# Saint-Yrieix-sur-Charente
Saint-Yrieix-sur-Charente è un comune francese di 7 272 abitanti situato nel dipartimento della Charente, nella regione della Nuova Aquitania.
Gli abitanti di Saint-Yrieix sono gli Arédiens e Arédiennes, dal nome di Sant'Aredio, fondatore di diverse località ed evangelizzatore della regione della Nuova Aquitania.

## Storia

### Simboli
Lo stemma è stato adottato dal comune nel 1991. Nella prima partizione sono presenti impugnature di spada in metallo risalenti all'Età del bronzo, ritrovate nel territorio comunale, in località Vénat, insieme a molti altri reperti archeologici; nella seconda è illustrato lo specchio d'acqua e le attività praticate che rappresentano un'attrazione turistica di Saint-Yrieix-sur-Charente.
Nel 1995 un logo ha sostituito questo stemma nelle comunicazioni ufficiali del Comune.

## Società

### Evoluzione demografica
Abitanti censiti

## Amministrazione

### Gemellaggi
Il comune è gemellato con:
- Będzino, dal 1997
- Colletorto, dal 2010